# Challenger de Manzanillo 2024
El torneo Manzanillo Open 2024 fue un torneo de tenis perteneció al ATP Challenger Tour 2024 en la categoría Challenger 50. Se trató de la 1ª edición; el torneo tendrá lugar en la ciudad de Manzanillo (México), desde el 25 de noviembre hasta el 1 de diciembre de 2024 sobre pista dura al aire libre.

## Jugadores participantes del cuadro de individuales
| Preclasificado | País                      | Jugador             | Rank1 | Posición en el torneo |
| 1              | Bandera de Estados Unidos | Nishesh Basavareddy | 151   | Baja                  |
| 2              | Bandera de Túnez          | Aziz Dougaz         | 218   | Cuartos de final      |
| 3              | Bandera de Venezuela      | Gonzalo Oliveira    | 242   | FINAL                 |
| 4              | Bandera de Bélgica        | Michael Geerts      | 295   | Segunda ronda         |
| 5              | Bandera de Canadá         | Liam Draxl          | 323   | Semifinales           |
| 6              | Bandera de Estados Unidos | Aidan Mayo          | 304   | Semifinales           |
| 7              | Bandera de Luxemburgo     | Chris Rodesch       | 309   | Baja                  |
| 8              | Bandera de Estados Unidos | Toby Kodat          | 345   | Cuartos de final      |

- 1 Se ha tomado en cuenta el ranking del 18 de noviembre de 2024.

### Otros participantes
Los siguientes jugadores recibieron una invitación (wild card), por lo tanto ingresan directamente al cuadro principal (WC):
- Luis Carlos Álvarez
- Guillermo Delgadillo
- Alan Magadán

Los siguientes jugadores ingresan al cuadro principal tras disputar el cuadro clasificatorio (Q):
- Patrick Brady
- Matt Kuhar
- Maxwell McKennon
- Karl Poling
- Noah Schachter
- Evan Zhu

## Campeones

### Individual Masculino
- Mats Rosenkranz derrotó en la final a  Gonzalo Oliveira por 6–3, 6–4

### Dobles Masculino
- Liam Draxl /  Cleeve Harper derrotaron en la final a  Finn Reynolds /  Benjamin Sigouin por 6–7(4), 7–5, [12–10]